# Kokemäki
Kokemäki (Zweeds: Kumo) is een gemeente en stad in de Finse provincie West-Finland en in de Finse regio Satakunta. De gemeente heeft een landoppervlakte van 480,41 km² en telt 6.903 inwoners (2022).

## Geboren in Kokemäki
- Frans Peter von Knorring (6 oktober 1792 - 29 maart 1875), geestelijke en onderwijshervormer in Åland
- Eemil Nestor Setälä (27 februari 1864 - 8 februari 1935), politicus en finoegrist
- Sampsa Timoska (12 december 1979), voetballer